# آقا موچول
آقا موچول فیلمی به کارگردانی مهدی امیرقاسم خانی و نویسندگی نصرت‌اله کریمی محصول سال ۱۳۴۵ است.

## خلاصه داستان
آقا موچول معرکه گیر با رقص و آواز بچه‌های محله را سرگرم می‌کند...

## بازیگران
- عزت‌اله مقبلی
- منصور سپهرنیا
- عزت‌اله وثوق
- رضا شفیع
- حسن غفاری
- عبداله محمدی
- فریبا خاتمی
- حمیده خیرآبادی
- اسماعیل شیرازی
- یوری
- محمد مجلل